# Fabrice Fernandes
Pour les articles homonymes, voir Fernandes.
Ne doit pas être confondu avec l'entraîneur de basket-ball Fabrice Fernandes
Fabrice Fernandes est un footballeur français né le 29 octobre 1979 à Aubervilliers. Il évoluait au poste de milieu de terrain.

## Biographie

### Carrière de joueur
Originaire de la région parisienne, Fabrice Fernandes passe trois ans à l'INF Clairefontaine, tout en jouant en championnat avec son club du FC Les Lilas lors des deux premières années. En 1994, il est finaliste de la Coupe nationale des minimes avec la sélection de la Ligue de Paris-Île-de-France. Il rejoint le centre de formation du Stade rennais en 1995, à l'âge de 16 ans. 
Après quelques bons matches de préparation, il dispute son premier match de Première division le 8 août 1998, avec son club formateur, contre Auxerre, lors de la première journée du championnat de France 1998-1999. Titularisé par Paul Le Guen, il réalise une grande prestation, il est l'un des principaux artisans de la victoire rennaise, et il est remplacé en fin de match sous les applaudissements du public rennais. La semaine suivante, il marque son premier but en championnat, contre Montpellier. Dans les semaines qui suivent, il réalise encore de nouvelles grandes prestations, au poste de milieu offensif gauche, et s'affirme comme la révélation rennaise du début de saison. Il est alors considéré par de nombreux observateurs comme l'un des plus grands espoirs du football français. 
La suite est plus difficile. Victime de quelques blessures et d'une baisse d'une forme, Fabrice Fernandes ne parvient plus à rééditer ses belles performances de début de saison. Il est aussi victime de la concurrence d'autres joueurs qui ont alors la préférence de l'entraîneur. En conséquence, il joue beaucoup moins pendant lors de la seconde partie de la saison. 
Le championnat de France 1999-2000 se situe dans le prolongement de la fin de la saison précédente, avec un temps de jeu assez réduit. 
À l'aube de la saison 2000-2001, il est prêté à Fulham, avant d'être à nouveau prêté aux Glasgow Rangers, puis à l'Olympique de Marseille. Il ne s'impose véritablement dans aucun de ces clubs. 
En novembre 2001, il est transféré à Southampton. Il dispute avec les "Saints" plusieurs saisons plutôt correctes, avec notamment une finale de Coupe d'Angleterre en 2003. Toutefois, la relégation du club, en 2005, l'oblige à partir.  
Il évolue ensuite à Bolton, au Betar Jérusalem, puis au Dinamo Bucarest. Sans club à la suite de la résiliation de son contrat avec le club roumain du Dinamo Bucarest, il s'entraîne avec le groupe professionnel du Paris Saint-Germain à partir du 19 septembre 2007. En janvier 2008, il s'engage avec Le Havre AC, avec lequel il ne dispute aucun match.

### Faits divers
Alors qu'il joue à Bolton, en 2005-2006, il connaît quelques déboires judiciaires (excès de vitesse et conduite en état d'ivresse). 
En octobre 2011, il est placé en detention provisoire pour extorsion de fonds sur son ancien agent, avec deux complices dont Farouk Achoui déjà connu par les services de police,,.

## Carrière
- FC Les Lilas
- 1997-1998 : INF Clairefontaine
- 1998-2000 : Stade rennais
- 2000-2001 (mars) : Fulham
- 2001 (mars-mai) : Glasgow Rangers
- 2001 (mai-août) : Stade rennais
- 2001 (août-décembre) : Olympique de Marseille
- 2001 (décembre)-2005 : Southampton
- 2005-2006 (janvier) : Bolton Wanderers
- 2006 (janvier)-2007 (janvier) : Betar Jérusalem
- Janvier 2007- Juin 2007 : Dinamo Bucarest
- Septembre 2007- Janvier 2008 : Libre
- Janvier 2008-2008: Le Havre AC

## Palmarès
- Finaliste de la Coupe d'Angleterre : 2003 (Southampton)
- Champion de Roumanie : 2007 (Dinamo Bucarest)
- Champion de France de Ligue 2 : 2008 (Le Havre)